# Konrad Saaßen
Konrad Saaßen (* 8. März 1886 in Fischeln, Kreis Krefeld; † 18. September 1937 in Köln) war ein deutscher Verwaltungsjurist und wirkte als Landrat im Kreis Krefeld (1920–1922) sowie als Regierungspräsident in Trier (1922–1936).

## Leben

### Familie
Seine Eltern waren der Gutsbesitzer Albert Saaßen und dessen Ehefrau Alwine geborene von Danwitz. Saaßen heiratete am 19. Juli 1916 in Krefeld Johanna Oediger.

### Werdegang

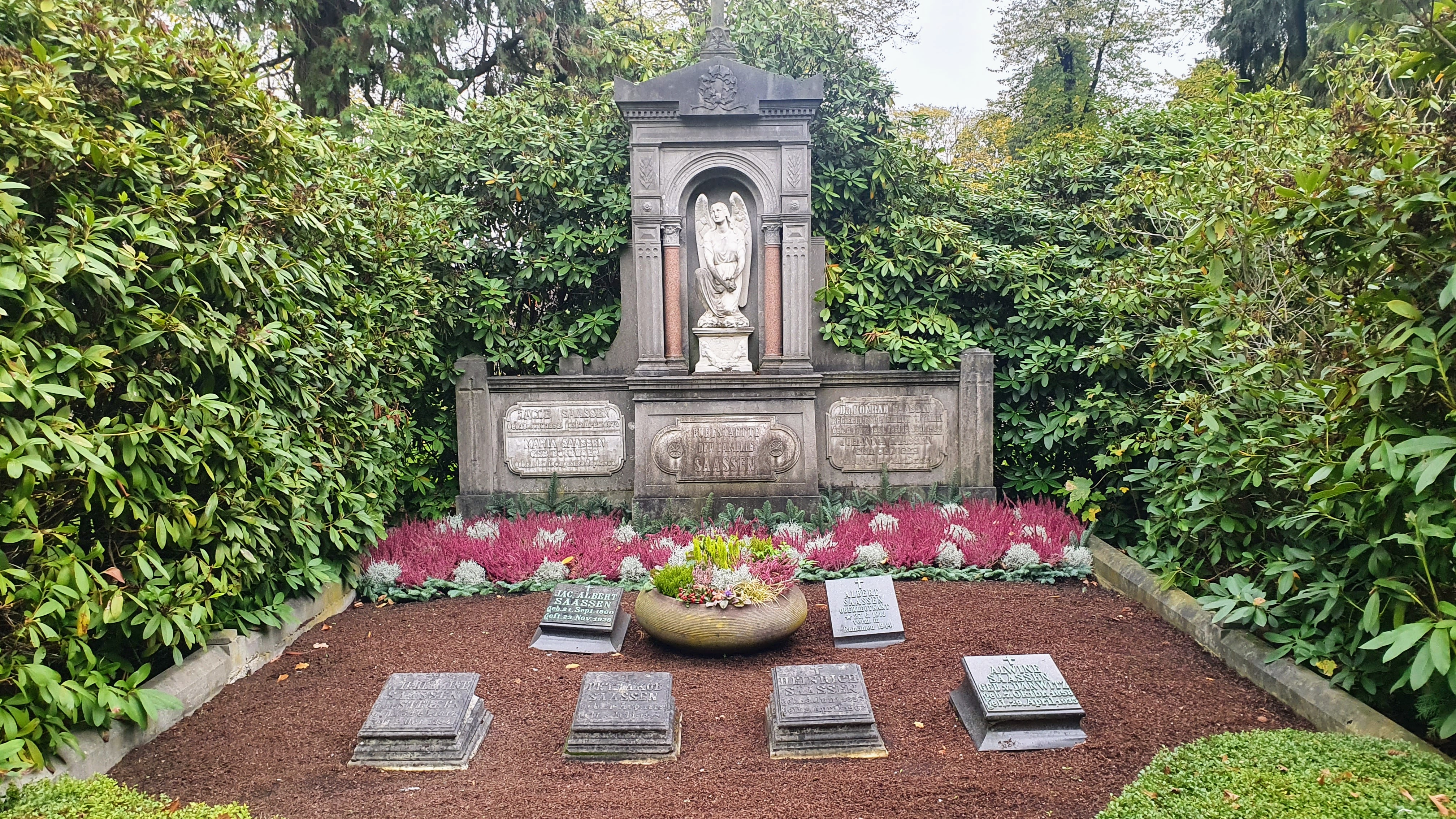
Das Grab der Familie Saaßen auf dem Friedhof in Fischeln

Nach seinem Abitur am Gymnasium in Krefeld absolvierte Saaßen ein Studium der Rechts- und Staatswissenschaften, welches er erfolgreich beendete. In Freiburg wurde er Mitglied der katholischen Studentenverbindung KDStV Ripuaria Freiburg im Breisgau im CV. Später wurde er noch Mitglied der KDStV Bavaria Bonn und der AV Hansea Berlin. Am 8. November 1911 promovierte Saaßen zum Dr. iur. an der Universität Würzburg. Im Anschluss trat er in den Gerichtsdienst. Saaßen nahm von 1914 bis 1918 aktiv am Ersten Weltkrieg teil. Nach seiner Rückkehr in das Zivilleben arbeitete er im Amtsgericht und der Stadtverwaltung Krefeld. Am 24. Januar 1920 erfolgte seine Ernennung zum kommissarischen Landrat. Seine definitive Bestallung Landrat im Kreis Krefeld erfolgte zum 1. August 1920. Am 16. September 1922 erfolgte seine Ernennung zum Regierungspräsidenten in Trier. Während seiner Amtszeit wurde Saaßen am 24. Januar 1923 durch die Interalliierte Rheinlandkommission (IRKO) ausgewiesen und konnte sein Amt in Trier erst wieder am 6. Oktober 1924 antreten. Am 18. Januar 1936 erfolgte seine Versetzung in den Ruhestand. Ab 1921 war er auch Abgeordneter im Provinziallandtag der Rheinprovinz für das Zentrum.
Im Oktober 1930 erfolgte die Ernennung zum „Reichskommissar für die vorstädtische Kleingartensiedlung“ die Saaßen bis Juli 1932 innehielt.

## Werke
- Die Gründung der Gesellschaft mit beschränkter Haftung, Dissertation, Würzburg Scheiner 1911. OCLC 253066797
- Denkschrift über die wirtschaftliche Notlage des Regierungsbezirks Trier T. 1. Strassenbauprogramm, 1925. OCLC 718882907
- Grenzlandnot im Westen: Vortrag gehalten auf dem Rheinischen Gesellschaftsabend am Donnerstag, den 21. Juni 1928 im Charlottenburger Schloß, Berlin, 1928 OCLC 882974183
- Festschrift herausgegeben anläßlich der Einweihung des Bärsch-Denkmals und der Eröffnung der Heimat- und Jagdausstellung in der Abtei Prüm am 15. September 1929, mit dem Heimatverein (Kreis Prüm) & Heimat- und Jagdausstellung (Prüm), Prüm Selbstverlag 1929 OCLC 1073692041
- Grenzlandnot im Regierungsbezirk Trier, Trier: Paulinus 1931. OCLC 885438597
- Stadtsiedlung – Stadtrandsiedlung. 7. Die Stadtrandsiedlung., 1932 OCLC 82514538
- Die wirtschaftspolitische Lage des Regierungsbezirks Trier nach der Rückgliederung des Saarlandes, Trier Der Regierungspräsident 1935. OCLC 72640920